# 金脉单药花
金脉单药花（学名：Aphelandra squarrosa）也称丹尼亚单药花、斑马花，为爵床科单药花属的一种。茎肉质。叶呈长椭圆形，墨绿色。当叶子成熟时叶片长度约为15 - 30cm。叶子阔度约为8 - 15cm。叶子边缘为全缘。叶基为楔形。中脉和侧脉为淡黄色。花穗为金黄色。为一种观赏价值很高观叶植物。形状为唇形。为穗状花序。原产于巴西大西洋沿岸森林。